# Dobsonia chapmani
Dobsonia chapmani là một loài động vật có vú trong họ Dơi quạ, bộ Dơi. Loài này được Rabor mô tả năm 1952.

## Hình ảnh

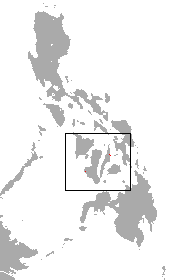